# H.G. Wells' The War of the Worlds (2005)
H.G. Wells' The War of the Worlds is een van de drie verfilmingen uit 2005 van H. G. Wells' klassieke roman The War of the Worlds. Deze versie uit 2005 werd geproduceerd door Pendragon Pictures, een productiecompagnie van onafhankelijke films. De film werd geregisseerd door Timothy Hines.
In tegenstelling tot de eerdere film en de andere twee films uit 2005 speelt deze War of the Worlds film zich net als het boek af in het Engeland van begin 20e eeuw. In alle andere filmversies werd het verhaal geactualiseerd en speelde het zich af in de Verenigde Staten.

## Verhaal
Het verhaal in de film is gelijk aan dat in de roman.
Begin 20e eeuw stort in Engeland een vreemde cilinder neer uit de ruimte. Deze cilinder blijkt een transportmiddel te zijn van aliens van de planeet Mars. Al snel volgen er meer en beginnen de Martianen een invasie.
De film volgt een niet bij naam genoemde schrijver tijdens de aanval van de Martianen.

## Rolverdeling
| Acteur           | Personage                 |
| ---------------- | ------------------------- |
| Anthony Piana    | de Schrijver/ de broer    |
| Jack Clay        | Ogilvy                    |
| John Kaufmann    | de geestelijke            |
| Darlene Sellers  | Mrs. Elphinstone          |
| James Lathrop    | de soldaat                |
| Susan Goforth    | de vrouw van de schrijver |
| Jamie Lynn Sease | Miss Elphinstone          |

## Achtergrond

### Productie geschiedenis
De plannen van de film ontstonden in 2000, toen Pendragon Pictures Paramount benaderde met plannen voor hun versie van de War of the Worlds. Paramount wees hun versie af. Regisseur Timothy Hines wilde al langer zijn eigen versie van de film maken sinds hij op zijn achtste de roman had gelezen. Hij wilde het verhaal graag vertellen zoals het in de roman was, maar koos er uiteindelijk voor het verhaal toch te actualiseren.
Veel Wells-fans over de hele wereld wachtten op de uitgave van de film. Pendragon Pictures beweerde een budget van $42 miljoen te hebben van investeerders die geïnteresseerd waren in Hines' film nadat ze zijn film Bug Wars hadden gezien. Katie Tomlinson zou de rol van het hoofdpersonage Jody op zich nemen, en Susan Goforth zou ook in de film meedoen. Verder beweerde Pendragon te onderhandelen met Charlize Theron, Eric Stoltz, en Michael Caine.
Hines wilde de film opnemen met het gloednieuwe Sony CineAlta HD systeem, dat ook door George Lucas was gebruikt voor de film Star Wars: Episode II: Attack of the Clones
De productie begon in september 2001, met plannen om de film uit te brengen met Halloween 2002. Door toedoen van de terroristische aanslagen op 11 september 2001 wijzigden de filmmakers hun plannen. Samen met Charles Keller, de voorzitter van de H.G. Wells Society, herschreef Hines het scenario. Daardoor werd het verhaal van de film alsnog letterlijk overgenomen van Wells' roman.
Er verscheen maar weinig informatie over de film tot aan 2004. Toen kwam het bericht dat de producers de film zouden uitbrengen op 30 maart 2005. Deze datum kwam echter ook te vervallen. Uiteindelijk werd de film zelfs helemaal niet uitgebracht in de bioscopen, maar verscheen in juni 2005 direct op dvd.

### Kritische reacties
De film werd over het algemeen negatief ontvangen door critici. Hoewel de film wel werd geprezen voor de goede intenties en de mate waarin het verhaal trouw bleef aan het boek, vonden velen de film "ondraaglijk", met slechte effecten. De film werd vergeleken met het soort films dat meestal te zien waren bij Mystery Science Theater 3000.
De filmmuziek van Jamie Hall werd wel positief ontvangen.